# 石見寺 (四万十市)
石見寺（いしみじ）は高知県四万十市安並に所在する真言宗豊山派の寺院。浄瑠璃山東光院と号す。本尊は薬師如来。新四国曼荼羅霊場第五十六番札所。
- 御詠歌：いくたびも　まいるこころは　石見寺（いしみでら）　瑠璃の光も　あらたなるらん

## 概要
縁起によれば、創建は大同年間と記されている。弘法大師開山とされ、往古は幡多郡真言宗の総本山で末寺が25もあり延光寺も末寺であった。一条氏の時代は、この寺を比叡山延暦寺にみたてた鎮守寺であった。その一条氏の時代は四国八十八ケ所霊場の随一であり第３９番札所であったが城下に遍路が入るのを嫌い札所を返上、平田村寺山延光寺に移したたと伝えられる。明治時代に入ると廃仏毀釈により明治4年（1871年）に廃寺となったが、明治27年（1894年）に安芸郡川北村の長正寺を移して寺号を改称することにで再興した。
旧中村市を一望出来る場所にあり、山内一帯にミニ八十八ケ所がある。また、桜の名所である。

## 境内
- 山門
- 本堂：本尊が拝顔できる。
- 大師堂：大師像が拝顔できる。脇に大日如来と興教大師
- 地蔵堂：ぼけ封じ地蔵堂と水子地蔵堂がある。

交互通行にて、信号機が設置されている車道を上がると１０台ぐらいの駐車場があり、そこから少しの階段を上がると山門があり境内に至る。正面に本堂があり、右手に大師堂、左すぐに鐘楼がある。納経所は左に進んだ本坊脇にある。なお、一般の駐車場から境内へは、車道が急で細いため経験豊富なタクシーでのみ乗り入れは許可されている。
- 宿坊：なし
- 駐車場：15台

## 画像

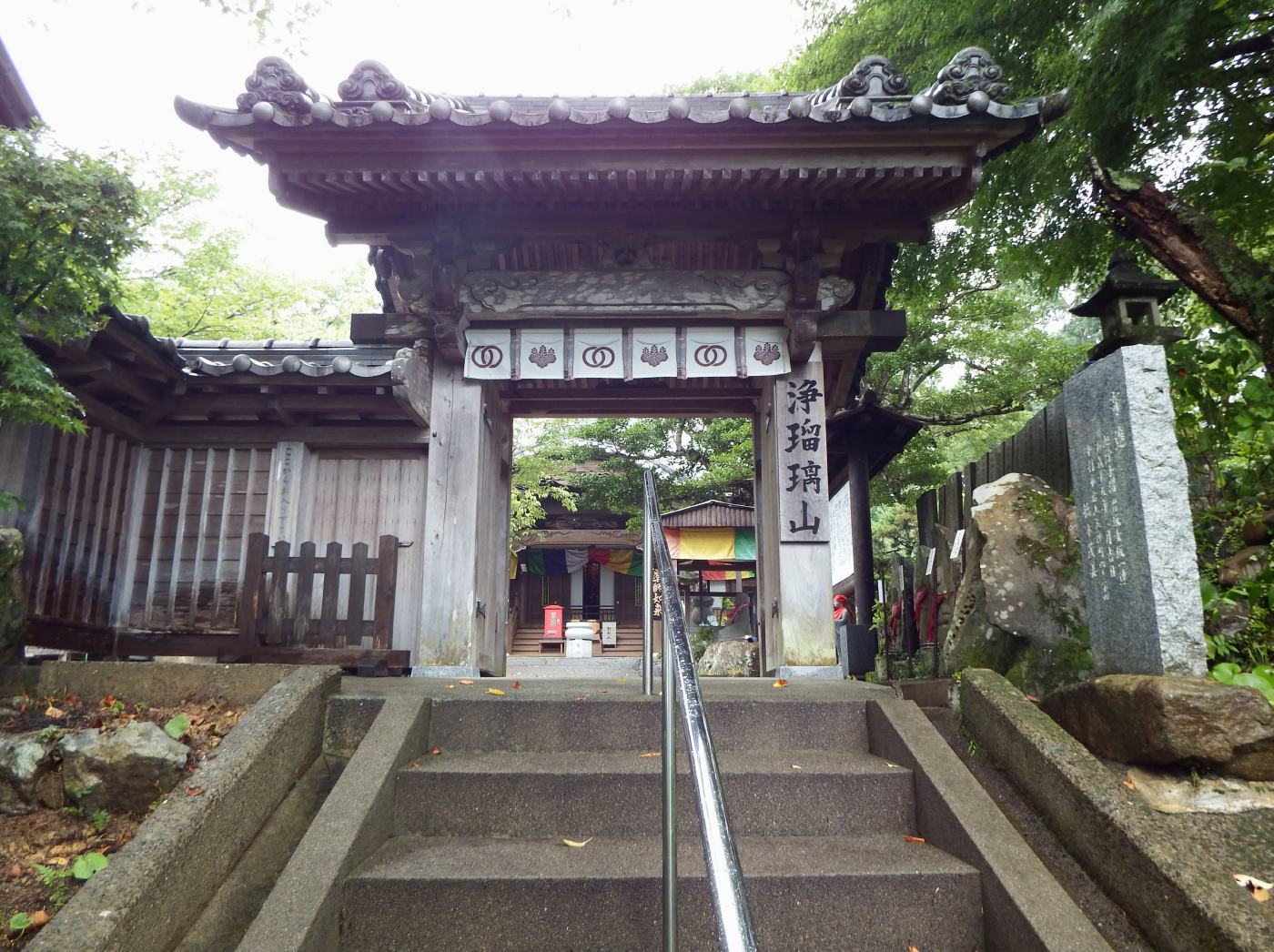
山門
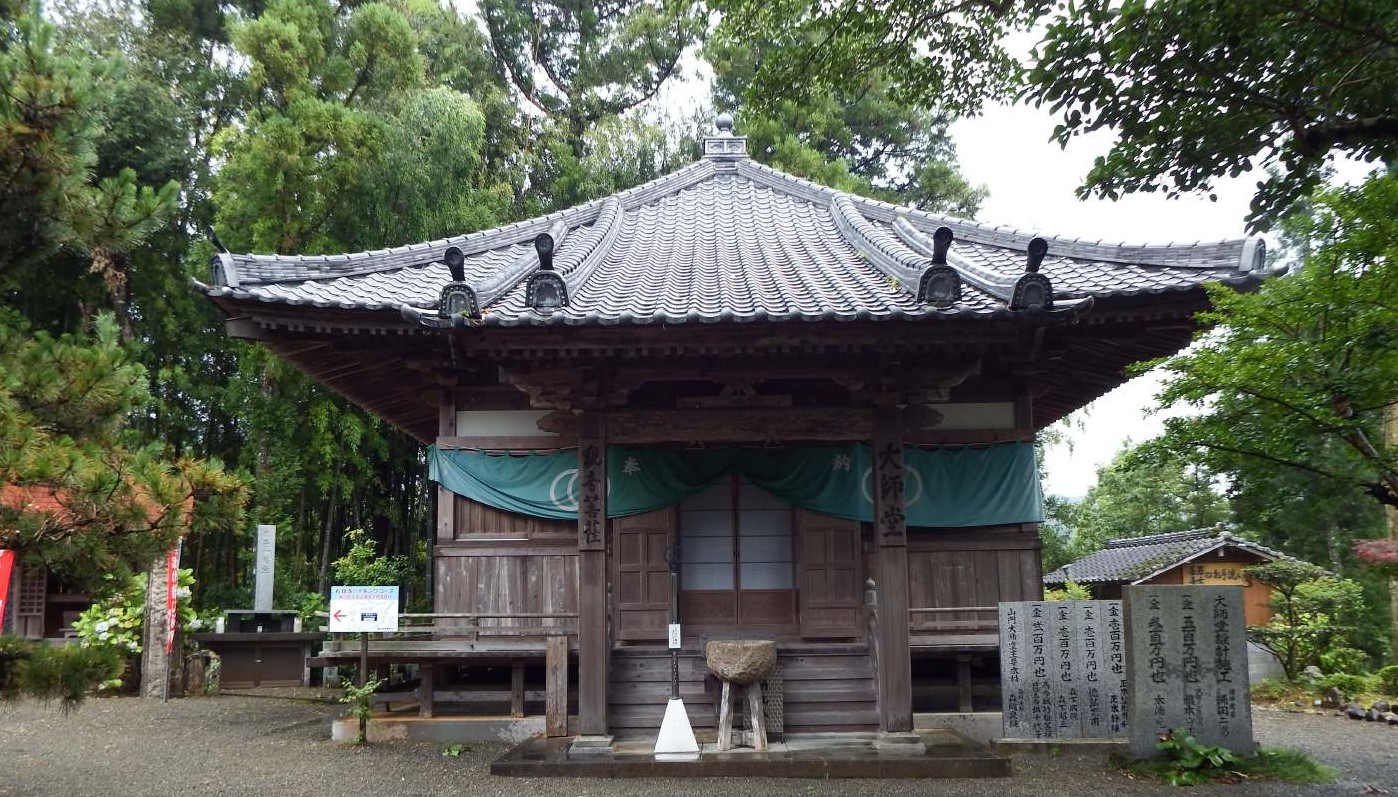
大師堂
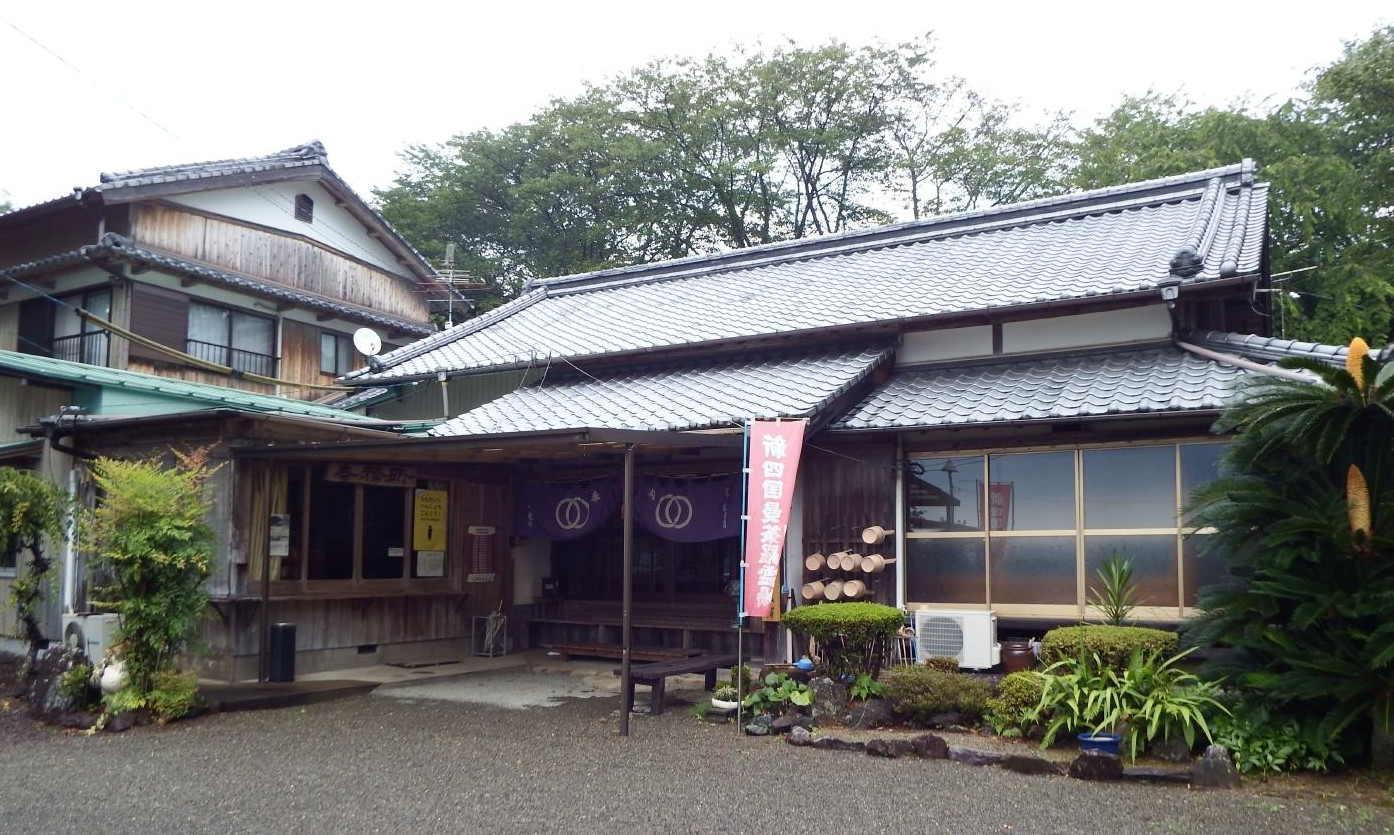
本坊と納経所

## 前後の札所
新四国曼荼羅霊場
55番 鳳彩寺 ---- 56番 石見寺 ---- 57番 観音寺